# Lulemus Stainasjaure
Lulemus Stainasjaure är en sjö i Jokkmokks kommun i Lappland och ingår i Luleälvens huvudavrinningsområde. Sjön är 5 meter djup, har en yta på 1,19 kvadratkilometer och befinner sig 295,8 meter över havet. Sjön avvattnas av vattendraget Låkkejåkkå.

## Delavrinningsområde
Lulemus Stainasjaure ingår i det delavrinningsområde (741685-164959) som SMHI kallar för Inloppet i Lulemus Stainasjaure. Medelhöjden är 337 meter över havet och ytan är 7,78 kvadratkilometer. Räknas de 11 avrinningsområdena uppströms in blir den ackumulerade arean 126,82 kvadratkilometer. Låkkejåkkå som avvattnar avrinningsområdet har biflödesordning 4, vilket innebär att vattnet flödar genom totalt 4 vattendrag innan det når havet efter 226 kilometer. Avrinningsområdet består mestadels av skog (80 procent). Avrinningsområdet har 1,2 kvadratkilometer vattenytor vilket ger det en sjöprocent på 15,4 procent.